# Manuel Coppola (sciatore)
Manuel Coppola (1968) è un ex sciatore alpino italiano.

## Biografia
Discesista puro, Coppola debuttò in campo internazionale in occasione dei Mondiali juniores di Bad Kleinkirchheim 1986; in Coppa Europa nella stagione 1987-1988 si piazzò 2º nella classifica di specialità. Non prese parte a rassegne olimpiche né ottenne piazzamenti in Coppa del Mondo o ai Campionati mondiali.